# 강석구 (축구 선수)
강석구(1988년 1월 5일 ~ )는 과거 대한민국의 축구 선수로, 현역 시절 포지션은 수비수였었다.